# Lycophidion laterale
Lycophidion laterale (пласка вовча змія) — вид змій родини Lamprophiidae. Мешкає в Західній і Центральній Африці.

## Поширення і екологія
Пласкі вовчі змії поширені від Ліберії до Демократичної Республіки Конго і Анголи. Вони живуть у вологих рівнинних тропічних лісах, на висоті до 960 м над рівнем моря. Ведуть нічний спосіб життя, живляться ящірками. Відкладають яйця.